# Hans-Georg Jörger
Hans-Georg Jörger (* 26. November 1903; † nach 1941) war ein deutscher Fechter, der hauptsächlich mit dem Säbel erfolgreich war. Er focht beim FC Hermannia Frankfurt. Bei den Olympischen Spielen 1936 in Berlin gewann er eine Bronzemedaille im Säbelmannschaftswettbewerb.

## Erfolge
Jörger wurde 1932 bei den deutschen Meisterschaften im Florettfechten Siebter. 1933 wurde er Dritter, 1934 Vierter bei den Meisterschaften mit dem Säbel, 1937 belegte er mit dem Säbel noch einmal den vierten Platz.
1934 nahm Jörger an einem Länderkampf in San Remo teil. Zusammen mit Erwin Casmir und August Heim focht er gegen Ungarn und Italien. Beide Gefechte gingen mit 2:7 Punkten verloren. An den Olympischen Spielen 1936 nahm Jörger zusammen mit Richard Wahl, Julius Eisenecker, Erwin Casmir, August Heim und Hans Esser teil. Nach Niederlagen gegen Italien und Ungarn in der Finalrunde wurde Deutschland mit einem Sieg gegen Polen Dritter. Jörger wurde im Viertelfinale gegen Belgien eingesetzt (er gewann ein Gefecht und verlor drei), im Halbfinale gegen Ungarn (vier Niederlagen) und im Finale gegen Ungarn (zwei Siege, zwei Niederlagen) sowie Italien (drei Niederlagen).

## Familie
Seine Tochter Hannelore Weichert (geboren 1942) war eine Konzertpianistin und Schachspielerin. Sie holte mit dem deutschen Frauenteam bei der Schacholympiade 1978 in Buenos Aires eine Bronzemedaille. Vorher hatte sie bereits bei den Schacholympiaden 1969 in Lublin und 1976 in Haifa mitgespielt. Bei der Teleschach-Olympiade 1977/78 spielte sie für die Bundesrepublik Deutschland (Robert Hübner am ersten Brett).